# Gaceta Ilustrada
La Gaceta Ilustrada fue una revista española editada entre 1956 y 1984. Era publicada por la familia del conde de Godó, propietaria del diario La Vanguardia. La idea fundacional era hacer una revista española al estilo de Life o de Paris Match.
En 1975, tenía una notable difusión media, cercana a los 140 000 ejemplares.
Se calificaba como «Revista semanal de actualidad mundial», con redacción en Madrid y talleres en Barcelona. El 13 de octubre de 1956 apareció el primer número teniendo como director a Manuel Jiménez Quílez, hasta septiembre de 1957, en que fue relevado por Manuel Suárez Caso, que fue su director hasta 1976. En esa fecha fue sustituido por Luis María Ansón y este, a su vez, por Jesús Picatoste, al año siguiente. A Picatoste sucedió Ángel Gómez Escorial en noviembre de 1977. 
En ella se iniciaron muchos de los grandes fotógrafos catalanes de finales del siglo XX: Colita, Miserachs, Maspons, Masats, y en sus columnas aparecieron colaboradores eminentes, como Pedro Laín Entralgo (crítica teatral), Julián Marías (crítica cinematográfica) y Antonio Tovar (crítica literaria).
En 1983 la Magistratura de Trabajo número 20 de Madrid falló en contra de la revista Gaceta Ilustrada, por el improcedente despido de Santiago Pérez Díaz, redactor jefe del semanarío. El motivo alegado para el despido del redactor fue una supuesta falta de puntualidad, pero el principal motivo de la discusión entre ambas partes se centró en si la revista tenía más o menos de 25 trabajadores. La sentencia demostró que la revista contaba con más de 25 personas en plantilla.
A partir de entonces el malestar entre los trabajadores de Gaceta Ilustrada se extendió porque un equipo de periodistas de origen sudamericano, procedentes en su mayoría de la revista Sal y Pimienta, se hizo cargo del semanario.